# Olivia de Berardinis
Olivia de Berardinis född 1948, amerikansk illustratör och pinupkonstnär.